# PAS domen
PAS domen je proteinski domen koji je sadržan u mnogim signalnim proteinima gde funkcioniše kao senzor signalna. PAS domeni su prisutni u velikom broju organizama od bakterija do ljudi. PAS domen je imenovan koristeći početna slova tri proteina:
- – Protein cirkadijanskog perioda
- – Nuklearni transporter arilnog ugljovodoničnog receptora

Mnogi proteini sa PAS domenom detektuju signal putem asocijacije sa kofaktorom, kao što je hem. Proteini koji sadrže PAS domen obuhvataju induktivne faktore hipoksije.